# Porcellio graecorum
Porcellio graecorum is een pissebed uit de familie Porcellionidae. De wetenschappelijke naam van de soort is voor het eerst geldig gepubliceerd in 1955 door Strouhal.